# Sandridge
Sandridge est une paroisse civile et un village du Hertfordshire, en Angleterre.